# Mornington-Halbinsel

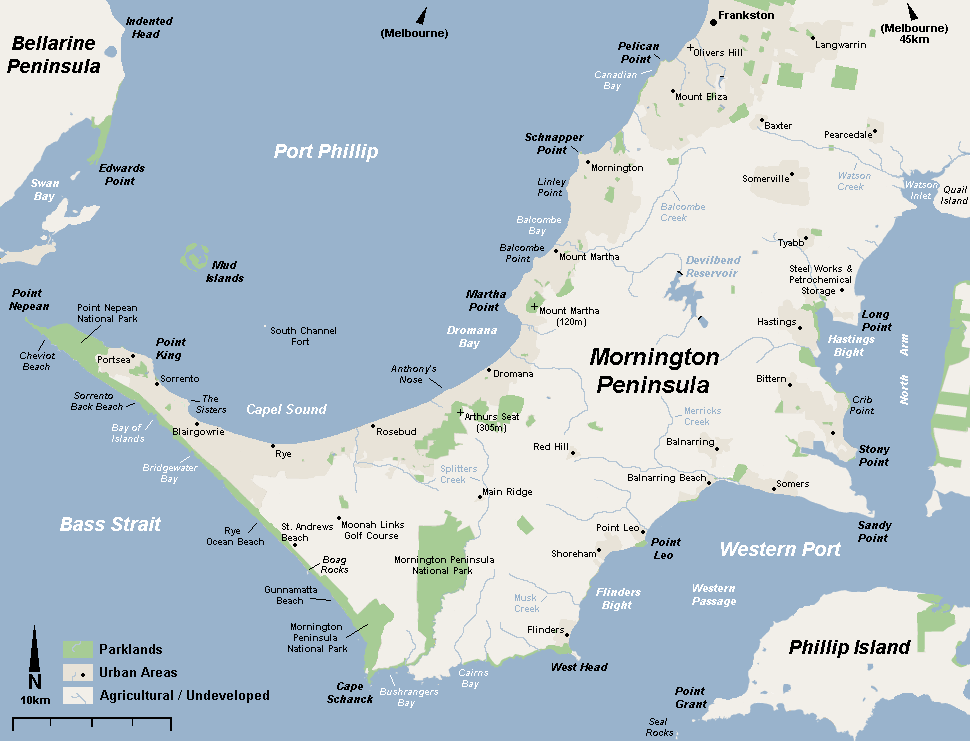
Karte der Mornington-Halbinsel

Die Mornington-Halbinsel (englisch Mornington Peninsula) ist eine etwa 720 km² große Halbinsel südlich der australischen Metropole Melbourne. Sie grenzt die große Bucht Port Phillip im Süden gegen das Meer ab.
Von Einheimischen wird sie häufig nur the peninsula genannt. Die Halbinsel dient den Bewohnern von Melbourne als wichtiges Naherholungsgebiet. Es gibt allein 14 Golfplätze, viele Strände und Campingplätze sowie zwei Nationalparks, den Mornington-Peninsula-Nationalpark und den Point-Nepean-Nationalpark. Point Neapan ist der westlichste Punkt der Halbinsel, gelegen am The Rip genannten Eingang zur Bucht und gegenüber der Bellarine-Halbinsel.
Die Halbinsel ist Namensgeberin des Verwaltungsbezirks (LGA) Mornington Peninsula Shire.

## Geschichte
Vor der Besiedelung durch die Europäer war die Gegend von Aborigines vom Stamm der Bunurong bewohnt. Nach der Gründung von Melbourne 1835 wurde die einst bewaldete Halbinsel fast vollständig gerodet, um Feuerholz und Ackerland zu gewinnen.
1878 wurde auf der Halbinsel bei Point Neapan die Küstenbefestigung Fort Nepean gebaut. Am 5. August 1914 wurde von diesem Fort aus die Pfalz, ein deutsches Schiff der Rheinland-Klasse, gestoppt und zur Kapitulation gezwungen. Nach dem Zweiten Weltkrieg wurde die Festung aufgelöst.
Am 17. Dezember 1967 ertrank der damalige australische Premierminister Harold Holt beim Baden am Cheviot Beach auf der Mornington-Halbinsel.